# اضطهاد تنظيم الدولة الإسلامية (داعش) للشيعة
اضطهاد الشيعة من قبل تنظيم داعش يشير إلى الاضطهاد الذي مارسه التنظيم ضد الشيعة، ضمن المناطق التي كانت خاضعة لسيطرته في العراق وسوريا. وقد بلغ الاضطهاد ذروته عقب سيطرة التنظيم على أجزاء من شمال العراق في يونيو 2014.
قُتلوا شيعة العراق، الذين يشكلون الغالبية السكانية، بأعداد كبيرة علی يد تنظيم داعش. وقد وصف التنظيم الذي حاول إنشاء خلافة سنية، مسلمي الشيعة بأنهم «كفار» ولذلك استهدف المجتمعات الشيعية على وجه التحديد. في يونيو 2014 زعم التنظيم أنه قتل 1700 مسلم شيعي في قاعدة سبايكر. كما استهدف التنظيم السجناء الشيعة. ووفقا للشهود، بعد أن تمكنت جماعة داعش من السيطرة على مدينة الموصل، فصلوا السجناء الشيعة عن السجناء السنة، ثم أخذوا سجناء الشيعة الذين كان يصل عددهم إلی 650 سجينا إلى الإعدام. وقد أفاد مسؤولون أكراد في أربيل عن وجود حوادث مماثلة الذي تم فيها فصل السجناء الشيعة عن سائر السجناء وثم أخذهم إلی الإعدام أو حرقهم وهم أحياء.
وقد اتهمت منظمة العفو الدولية، جماعة داعش بارتكاب جرائم تطهير عرقي وديني ضد الأقليات التي تجتاح شمال العراق بمقاييس تاريخية. ووصف تقرير خاص الذي صدر في أواخر عام 2014 كيف استهدف داعش الطوائف الإسلامية غير السنية والطوائف غير العربية، وقتل وخطف مئات وربما آلاف المدنيين، وأجبر أكثر من عشرات الآلاف من الشيعة إلى جانب الأقليات الأخرى على الفرار من المناطق التي سيطر عليها منذ 10 يونيو 2014. وقد كانت الجماعات الشيعية الأكثر استهدافا في نينوى هم شيعة التركمان والشبك، الذين عاشوا معا لعدة قرون في محافظة نينوى.

## داعش واضطهاد الشيعة
يُحارب التنظيم كل من يُخالف آرائه وتفسيراته الشاذة من المدنيين والعسكريين ويصفهم بالرِّدة والشِّرك والنفاق ويستحل دماءهم. قتل داعش أعداد كبيرة من شيعة العراق، الذين يشكلون الغالبية السكانية، بوصفهم كفار، وقد استهدف المجتمعات الشيعية على وجه التحديد.

### سقوط الموصل 2014
بعد سيطرة قوات داعش في يوم 10 حزيران 2014، على مدينة الموصل، أعلن تنظيم داعش عن الخلافة الإسلامية وتنصيب أبو بكر البغدادي كخليفة لَهُم وتكوين دولة غير معترف بها دوليا.
ثم بدأ التنظيم بممارسة جرائمه البشعة في المناطق التي سيطر عليها بحق أبناء الشيعة من الشيعة التركمان والشبك والشيعة العرب، وتضمن ذلك قتل وتهجير واستعباد النساء واستباحتهن ومصادرة ممتلكاتهن. وقد كتبوا على البيوت الخاصة بالشيعة عبارة عقارات الدولة الإسلامية بالإضافة الى حرف الراء أي روافض.
ووفقا للشهود، بعد أن هاجم التنظيم قريتي القبة والشريخان، شمالي الموصل، خطف هناك ما لا يقل عن 40 شخصاً من التركمان الشيعة. ثم أجبر جميع عائلات التركمان الشيعة البالغ عددها 950 علی الفرار من القريتين. كما اختطف داعش ما لا يقل عن 83 رجلاً شيعياً من الشبك، من قرى تقع على الأطراف الشرقية للموصل، من كوكجلي، قرتة بة، وبازوايا، وطبرق زيارة وقرية عمركان. وقد فرت جميع عائلات القرية من الشيعة الشبك البالغ عددها 250 على الفور.

### مجزرة سبايكر
بعد أن سيطر تنظيم داعش على مدينة تكريت في العراق وقعت مجزرة كبيرة في ما يسمى بـ«قاعدة سبايكر العسكرية». وقتل في هذه المجزرة إثر هجوم نفذه تنظيم داعش في حزيران/ يونيو 2014 ما لا يقل عن 1700 من المجندين كلهم من الشيعة.

### تفجيرات الكرادة
في 3 يوليو 2016 وقع انفجار ضخم بشاحنة ملغومة في حي الكرادة الذي تسكنه غالبية شيعية في وسط بغداد. وأسفر عن مقتل أكثر من 292 شخصا. أعلن تنظيم داعش مسؤوليته عن التفجير. وهو التفجير الأكثر دموية منذ الغزو الذي قادته الولايات المتحدة للإطاحة بصدام حسين في 2003.

### الهجوم على بلدة بشير
فر آلاف الشيعة من قرى صلاح الدين وكركوك إلى القرى المجاورة في كركوك عندما هجم داعش علی ثلاث قرى شيعية قرب بلدة بشير. وقد أودى الهجوم بحياة 40 مدنيا بينهم أطفال.

## تدمير أضرحة الشيعة وأماكن العبادة
منذ سيطرة داعش على مناطق من العراق وسوريا قام مسلحوه بتدمير العديد من المواقع الدينية والتاريخية، ضمت تماثيل وأضرحة مقدسة عند الشيعة. وقد شنّوا حملة واسعة على أضرحة وجوامع وحسينيات ومراقد للأنبياء والأولياء على امتداد المناطق التي سيطروا عليها.
تشير التقارير إلى أن ما لا يقل عن 10 أضرحة ومساجد شيعية بما في ذلك الأضرحة التاريخية والمساجد في مدينتي الموصل وتلعفر هدّمت بيد داعش،
وذلك بحجة تطبيق الشريعة الإسلامية، التي تحرّم بناء المزارات والأضرحة والمساجد فوق قبور الأنبياء والأولياء الصالحين بحسب اعتقاد التنظيم. ومن أبرز الأضرحة التي نسفها التنظيم هو: مرقد النبي يونس، حيث قام التنظيم بتفجير المسجد والمقام فوق القبر وثم نبش القبر، ماحياً أي أثر لوجوده.
وقد هدّموا مقام أويس القرني، الذي كان من التابعين ومن مبايعي علي بن أبي طالب، وإلى جانبه أيضاً مقام الصحابي عمار بن ياسر في مدينة الرقة في سوريا.
كما هاجم التنظيم في يوليو 2016 مرقد السيد محمد بن الامام الهادي في مدينة بلد جنوب محافظة صلاح الدين بالهاونات، مما أسفر عن مقتل 56 شخصا وجرح نحو 70 آخرين.

## الإبادة الجماعية
في 17 مارس 2016، أعلن وزير الخارجية الأمريكي جون كيري بأن أعمال العنف التي ارتكبها تنظيم داعش الإرهابي بحق المسلمين الشيعة والأقليات الدينية الأخری في سوريا والعراق، بلغت حد الإبادة الجماعية. وقال:
« إن تنظيم داعش مسؤول عن الإبادة الجماعية ضد مجموعات تحت سيطرته من الإيزيديين والمسيحيين والشيعة.»
وفي الأسبوع نفسه صوّت مجلس النواب الأمريكي على تصنيف الفظائع التي ارتكبها تنظيم داعش بحق الجماعات الإثنية والدينية في سوريا والعراق بالإبادة الجماعية.